# Pjotr (rapper)
Pjotr Golsteyn  (Zutphen, 8 december 1993) is een Nederlandse rapper en acteur. Hij verwierf enige bekendheid met het nummer Zonneschijn en een vast radio-item op de landelijke radiozender Radio 538.

## Biografie
Golsteyn behaalde zijn diploma aan de pabo.
In zijn teksten verwerkt Golsteyn onder meer zijn christelijk geloof.
In 2022 trouwde hij met een Albanese, die hij ontmoette toen hij afreisde naar haar thuisland om daar te helpen bij een kindertehuis. Het stel kreeg een dochter in 2024.

### Carrière
In 2018 won Pjotr de Most Wanted-Award in de Amsterdamse Melkweg. Ook deed hij dat jaar mee aan FunX Talent. In 2019 ontving hij een Burger Beurs van het Deventer poppodium Burgerweeshuis. Dit combineerde hij met het Urban Arts Talent-traject van het Fonds voor Cultuurparticipatie. Later dat jaar scoorde hij een zomerhitje met Zonneschijn. Het nummer behaalde de top 10 van Viral 50 NL van Spotify. Het nummer behaalde geen hitnotering in de Nederlandse Top 40 of singles top 100. In september tekende hij bij het label Lieve Jongens van mederapper Snelle.
In 2020 kreeg hij een eigen vast item, Rap Je 't Al Gehoord, in de 538-show van Igmar Felicia. Zijn zomersessie bij 101Barz werd meer dan een miljoen keer bekeken. In hetzelfde jaar had hij samen met Snelle en Okke Punt bescheiden succes in de Nederlandse hitlijsten met het nummer Verliezen met jullie. 
In september 2021 maakte hij zijn acteerdebuut in de kinderfilm Berend Botje. Begin 2022 verscheen de rapper in het EO-programma Hallo, ik heb kanker, hierin sprak hij met kankerpatiënten en componeerde een nieuwe versie van zijn hit Zonneschijn.

## Discografie

### Albums
- 2019 - 'Goed Nieuws'
- 2020 - 'Kleine Wereld'
- 2021 - 'Kofferbak'
- 2024 - 'Paradijs'